# Nycteola eremostola
Nycteola eremostola is een nachtvlinder uit de familie van de visstaartjes (Nolidae). 
De wetenschappelijke naam van de soort is voor het eerst geldig gepubliceerd door Dufay in 1961.
De soort komt voor in Europa.